# Mikrowellen-Messverfahren
Das Mikrowellen-Messverfahren ist eine nicht-invasive Wassergehaltsbestimmung von Materialien mit Hilfe von elektromagnetischen Wellen. Die Methode findet in der Landwirtschaft, der Zuckerindustrie, der Nahrungs-, Genussmittel- und Pharmaindustrie, aber auch im Bauwesen, der Kohle-, Erdöl- und Erdgasgewinnung sowie der Transport- und Lagerwirtschaft Anwendung.

## Allgemeines
Bei Mikrowellen-Messverfahren wird der Unterschied zwischen der hohen relativen Permittivität von Wasser (bei f = 2,54 GHz ist εr = 77) im Gegensatz zu vielen anderen Materialien ausgenutzt. Die Bestimmung des Feuchtegehaltes erfolgt durch die Analyse eines Feststoff-Wasser-Gemisches in einem elektromagnetischen Feld.
Dabei wird der Einfluss der Permittivitätszahl von Wasser auf die Sensorkapazität registriert. Die Messfrequenzen liegen zwischen 0,3 und 20 GHz. Für die Wahl der Messfrequenz sind Temperatur und Salzgehalt des Materials maßgeblich. Die Materialkörnung beeinflusst außerdem das Messergebnis.

## Funktionsweise
Bei Mikrowellen-Messverfahren werden die Unterschiede zwischen ausgesandten und empfangenen Wellen gemessen, die durch Dämpfung der Amplitude und  Phasenverschiebung verursacht werden. Die Veränderungen von Amplitude und Phase ergeben sich durch Reflexion, Brechung und Streuung der hochfrequenten Wellen an den Grenzschichten des Dielektrikums und durch Absorption im Inneren des Untersuchungsmaterials. Die Basis für Mikrowellen-Messverfahren bilden die folgenden zwei Verfahren.

### Transmissionsverfahren
Auf einer Seite des zu untersuchenden Stoffes werden Mikrowellen ausgesendet. Die Wellen werden, je nach Eigenschaften des Stoffes, an den Grenzflächen des Materials reflektiert oder beim Durchqueren des Materials vollkommen oder teilweise absorbiert. Diesen Vorgang nennt man Transmission.
Auf der anderen Seite des Stoffes werden die veränderten Wellen wieder empfangen. Die Veränderungen von Wellenamplitude und -phase durch die Abwandlung der anfänglichen Feldverteilung werden gemessen.

### Reflexionsverfahren
Die Messung der Mikrowellen erfolgt bei diesem Verfahren nur auf einer Seite der Materialprobe. Die Wellen werden beim Durchqueren des Materials reflektiert und durch ein Messgerät erfasst. Beeinflusst wird die Messgröße durch die Permittivitätszahl.

## Vorteile
Mikrowellen-Messverfahren zeichnen sich insbesondere durch eine zuverlässige Arbeitsweise unter rauen Industriebedingungen aus. Weitere Vorteile sind eine
- zerstörungsfreie Messung,
- Messung in Echtzeit[1]
- hohe Empfindlichkeit und
- durchdringende Messung, im Gegensatz zu optischen Verfahren die nur an der Oberfläche des Materials messen, wie z. B. Nahinfrarot-Feuchtemessung
- eine geringe Einschwingzeit.

Der Einfluss der Ionenleitfähigkeit auf die Messergebnisse ist aufgrund der hohen Messfrequenzen gering. Im Vergleich zu anderen Verfahren, wie dem nuklearen Feuchtemessverfahren, sind die Messzeiten kurz und die Maßnahmen zum Arbeitsschutz gering. Eine Beeinflussung der Messergebnisse durch Umwelteinflüsse wie Staub oder Wasserdampf findet nicht statt. So können bei den Messungen hohe Genauigkeiten erreicht werden. Da Mikrowellen-Messverfahren berührungslos arbeiten, sind sie unabhängig von den Oberflächeneigenschaften des zu untersuchenden Materials. Mit Hilfe des Mikrowellen-Messverfahrens lässt sich die Feuchte im gesamten, durchstrahlten Volumen des Feststoff-Wasser-Gemisches ermitteln.

## Nachteile
Die Messgenauigkeit der Transmissions- und Reflexionsverfahren ist abhängig von verschiedenen Störgrößen wie Dicke, Dichte und Körnung des zu untersuchenden Materials. Durch den Einsatz von Mehrparameter-Verfahren können diese Abhängigkeiten kompensiert oder in die Messung einbezogen werden.
Frequenzkonstanz und stabile Sendeleistungen lassen sich nur durch den Gebrauch hochwertiger Messgeräte gewährleisten. Als weiteren Nachteil kann man ansehen, dass mit Mikrowellen-Messverfahren nur ein über das Untersuchungsmaterial gemittelter Feuchtegehalt bestimmt wird. Dieser Wert enthält keine Informationen über die Feuchteverteilung im Material.